# 석주암
석주암(石主岩，1916년 6월 9일 ~ 1999년 7월 19일
)은 일제강점기와 대한민국의 군인이다.

## 학력
- 만주국 봉천군관학교 제8기
- 대한민국 육군사관학교 제3기
- 대한민국 통위부 보병학교 졸업

## 생애
일제 강점기 만주국 펑톈에 있는 봉천군관학교 군관후보생 제8기로서 만주군 장교로 임관하였다. 태평양 전쟁이 종전되는 시점에 만주군 포병 대위로 복무 중이었다.
일본 제국 패망으로 만주국이 소멸하자 미군정 지역으로 내려와 대한민국 국군에 참여했다. 이후 대한민국 육군사관학교 3기 임관 이후 제7여단 참모장을 거쳐, 1949년에 제5사단이 사단장 백선엽의 지휘로 전라남도 화순군에 본부를 설치하고 조선인민유격대와 전투에 들어갔을 때 제5사단 참모장을 지냈다.
한국 전쟁 발발 시점에는 백선엽의 제1사단 참모장이었다. 낙동강 전투를 거쳐 1950년 10월에 제1사단의 평양 탈환 작전에 참가하였고, 1952년에 준장으로 대한민국 육군 헌병사령관에 임명되었다. 이후 육군 정보국장을 거쳤다.
1958년에 군 부대의 연탄 저장소 관리권을 팔아넘긴 독직 사건이 드러났다. 이때 계급은 육군 소장이었다.

## 사후
2008년 민족문제연구소가 발표한 친일인명사전 수록예정자 명단 중 군 부문에 선정되었다.
법학자 석광현이 석주암의 차남이다.

## 같이 보기
- 봉천군관학교